# 楕円有理関数

次数nが1, 2, 3, 4で選択係数ξが1.1の場合について，楕円有理関数をxの範囲が-1から1までのプロット。
注 この範囲では値は-1から1の間にあり、すべての次数でx=1のとき1となる。

楕円有理関数 (英: Elliptic rational functions)とは、実数係数を持つ 有理関数 の数列であり、フィルタ回路の一種である楕円フィルタの設計で利用される。楕円有理関数は、チェビシェフ有理関数と呼ばれることもあるが、同名の別のチェビシェフ有理関数（英語: Chebyshev rational functions））があるので注意が必要。
楕円有理関数は正の次数nと選択係数と呼ばれるパラメータξ ≥ 1 を持つ。次数nで選択係数が{\displaystyle \xi }で変数がxの楕円有理関数は、次のようなヤコビの楕円関数を用いた表示を持つ:
{\displaystyle R_{n}(\xi ,x)\equiv \mathrm {cd} \left(n{\frac {K(1/L_{n})}{K(1/\xi )}}\,\mathrm {cd} ^{-1}(x,1/\xi ),1/L_{n}\right)}
- この式で，{\displaystyle \mathrm {cd} (x,k)} は母数が{\displaystyle k}の ヤコビの楕円余弦関数であり，{\displaystyle \mathrm {cd} ^{-1}(x,k)}はその逆関数、{\displaystyle K(k)} は 母数が{\displaystyle k}の第一種完全楕円積分を表わす。
- {\displaystyle L_{n}=R_{n}(\xi ,\xi )} は 弁別係数と呼ばれ、{\displaystyle \xi \leq |x|}における {\displaystyle |R_{n}(\xi ,x)|} の最小値に等しい。
- この表示がn次の有理関数であるためには，{\displaystyle K'(k)\equiv K({\sqrt {1-k^{2}}})} とするとき、条件{\displaystyle K'(1/L_{n})/K(1/L_{n})=nK'(1/\xi )/K(1/\xi )}の成立が必要である。 つまり，ｎを与えたとき，{\displaystyle \xi }と{\displaystyle L_{n}}の間には関係がある。その関係を最も一般的に解くには、たとえば楕円nome関数{\displaystyle q(k)\equiv \exp(-\pi K'(k)/K(k))}を用いるとその関係は{\displaystyle q(1/L_{n})=\{q(1/\xi )\}^{n}}と表せる。そうして{\displaystyle \xi }を与えてこの関係式の右辺を計算すれば、その値に対する楕円nome関数の逆関数の値として{\displaystyle 1/L_{n}}が求まる（楕円nome関数{\displaystyle q(k)}の逆関数{\displaystyle k=k(q)}の値は{\displaystyle |q|\ll 1}のとき収束の早い級数展開を利用して近似計算ができる）。

多くの場合、特にnが = 2a3b、(a, bは整数)で表される時、楕円有理関数は代数的に表すことができる。
楕円有理関数は、チェビシェフ多項式と密接な関係にあり、三角関数がヤコビの楕円関数の特殊な場合であるのと同様、チェビシェフ多項式は楕円有理関数の特殊な場合にあたる。

## 多項式の比としての表現
偶数次楕円有理関数は2つの n 次多項式の比として表すことができる。
{\displaystyle R_{n}(\xi ,x)=r_{0}\,{\frac {\prod _{i=1}^{n}(x-x_{n,i})}{\prod _{i=1}^{n}(x-x_{n,i}^{(p)})}}}      (n は偶数)
{\displaystyle x_{n,i}} は零点で {\displaystyle x_{n,i}^{(p)}} は極であり、 {\displaystyle r_{0}} は {\displaystyle R_{n}(\xi ,1)=1} となるように選んだ正規化定数である。この表記法は偶数次と同様に奇数次にも成り立つが、奇数次の場合は、極が x=∞ にあり、零点が x=0 に存在するので、次のように読み替える必要がある:
{\displaystyle R_{n}(\xi ,x)=r_{0}\,x\,{\frac {\prod _{i=1}^{n-1}(x-x_{n,i})}{\prod _{i=1}^{n-1}(x-x_{n,i}^{(p)})}}}      (n は奇数)

## 特徴

選択係数ξの違いによる変化.
4次の楕円有理関数で、選択係数ξをほぼ1から無限大にまで変えた例。
ξ=∞に対応する黒い線は 4次のチェビシェフ多項式に対応する。
選択係数が1に近付くほど、x=1 と x=ξの間の遷移領域に於いて傾きが急峻になる。

### The canonical properties
- {\displaystyle R_{n}^{2}(\xi ,x)\leq 1} for {\displaystyle |x|\leq 1\,}
- {\displaystyle R_{n}^{2}(\xi ,x)=1} at {\displaystyle |x|=1\,}
- {\displaystyle R_{n}^{2}(\xi ,-x)=R_{n}^{2}(\xi ,x)}
- {\displaystyle R_{n}^{2}(\xi ,x)>1} for {\displaystyle x>1\,}
- x=1 における傾きが最も急峻
- x=1 における傾きは同次数のチェビシェフ多項式よりも急である

上記の条件を満たす有理関数は、楕円有理関数しかない (Lutovac 2001, § 13.2).
以下の特徴を導くことができる:

### 正規化
楕円有理関数はx=1の時に1となる。
{\displaystyle R_{n}(\xi ,1)=1\,}

### 入れ子関係
「入れ子関係」は次のように書き表せる:
{\displaystyle R_{m}(R_{n}(\xi ,\xi ),R_{n}(\xi ,x))=R_{m\cdot n}(\xi ,x)\,}
これは極めて重要な特徴である:
- もし {\displaystyle R_{n}} が任意の素数 n で求められるなら、入れ子関係により任意の nで {\displaystyle R_{n}} を求めることができる。特に、 {\displaystyle R_{2}} と{\displaystyle R_{3}} はヤコビの楕円関数を使わない閉じた形であらわせるため、 {\displaystyle n=2^{a}3^{b}}の形であらわされる任意の n で {\displaystyle R_{n}} を表すことができる。
- このことから、もし素数 n での {\displaystyle R_{n}} の零点が知られているなら、任意の n における {\displaystyle R_{n}} の零点を見つけることができる。さらに、逆数関係(下記参照)を使うことにより、極の位置も知ることができる。
- この入れ子関係を用いることで、弁別係数の入れ子関係が示せる:

{\displaystyle L_{m\cdot n}(\xi )=L_{m}(L_{n}(\xi ))}

### 極限値
楕円有理関数は、第一種チェビシェフ多項式 {\displaystyle T_{n}(x)} と次の関連がある。
{\displaystyle \lim _{\xi =\rightarrow \,\infty }R_{n}(\xi ,x)=T_{n}(x)\,}

### 対称性
{\displaystyle R_{n}(\xi ,-x)=R_{n}(\xi ,x)\,} n が偶数の場合
{\displaystyle R_{n}(\xi ,-x)=-R_{n}(\xi ,x)\,} n が奇数の場合

### 等リップル性
{\displaystyle R_{n}(\xi ,x)} は {\displaystyle -1\leq x\leq 1} の区間で、等リップル性(極大極小値が {\displaystyle \pm 1})を持ち、
さらに逆数関係(下記参照)により、{\displaystyle 1/R_{n}(\xi ,x)} が　{\displaystyle 1\leq \xi \leq |x|} で等リップル性(極大極小値が {\displaystyle \pm 1/L_{n}(\xi )}) を持つ。

### 逆数関係
次の逆数関係が成り立つ:
{\displaystyle R_{n}(\xi ,\xi /x)={\frac {R_{n}(\xi ,\xi )}{R_{n}(\xi ,x)}}\,}
このことから、対応するi番目の零点{\displaystyle x_{i}}と極{\displaystyle x_{i}^{(p)}}の間には次の関係がある
{\displaystyle x_{i}x_{i}^{(p)}=\xi \,}
全ての零点と極は実数であって重複がない。奇数次の場合には原点に零点があり、それに対応する極は無限遠にある。

### 極と零点
n次の楕円有理関数の零点を、{\displaystyle x_{n,i}(\xi )} あるいは {\displaystyle \xi }が明らかな場合は単に{\displaystyle x_{n,i}} と書く。
また、楕円有理関数の零点は、有理式の分子の多項式の零点である。
以下の楕円有理関数の零点の導出はチェビシェフ多項式の零点の決定と類似のものである。
任意のzについて成り立つ次の等式を（{\displaystyle z=L_{n}}の場合にも成り立つ）使う
{\displaystyle \mathrm {cd} \left((2m-1)K\left(1/z\right),{\frac {1}{z}}\right)=0\,}
すると零点{\displaystyle x_{n,m}}は、楕円有理関数のヤコビ楕円関数を用いた表示式から、次式を満たす。
{\displaystyle n{\frac {K(1/L_{n})}{K(1/\xi )}}\mathrm {cd} ^{-1}(x_{n,m},1/\xi )=(2m-1)K(1/L_{n})}
したがって、零点の位置は（m=1,2,...,nとして）次のように与えられる
{\displaystyle x_{n,m}=\mathrm {cd} \left(K(1/\xi )\,{\frac {2m-1}{n}},{\frac {1}{\xi }}\right).}
上述の「逆数関係」により，極の位置は{\displaystyle x_{n,i}x_{n,i}^{(p)}=\xi \,}から簡単に計算できる。
一般的には{\displaystyle R_{m}} と {\displaystyle R_{n}} の零点はヤコビ楕円関数の周期等分方程式を解いて求められるが，それらが四則と巾根だけによる代数的な式で (つまり楕円関数を用いずに）表せるのであれば，上記の入れ子関係を使うことで、{\displaystyle R_{m\,n}} の零点を代数的に表現できる。 特に、次数 {\displaystyle 2^{i}3^{j}} の楕円有理関数の零点の位置は代数的に表現することができる (Lutovac 2001, § 12.9, 13.9)。たとえば、 {\displaystyle R_{8}(\xi ,x)} の零点は次のように表せる: 
{\displaystyle X_{n}\equiv R_{n}(\xi ,x)\qquad L_{n}\equiv R_{n}(\xi ,\xi )\qquad t_{n}\equiv {\sqrt {1-1/L_{n}^{2}}}.}
と定義すれば、「入れ子関係」を持ちいることで
{\displaystyle R_{2}(\xi ,x)={\frac {(t+1)x^{2}-1}{(t-1)x^{2}+1}}}
{\displaystyle t\equiv {\sqrt {1-1/\xi ^{2}}}} とすれば、
{\displaystyle L_{2}={\frac {1+t}{1-t}},\qquad L_{4}={\frac {1+t_{2}}{1-t_{2}}},\qquad L_{8}={\frac {1+t_{4}}{1-t_{4}}}}
{\displaystyle X_{2}={\frac {(t+1)x^{2}-1}{(t-1)x^{2}+1}},\qquad X_{4}={\frac {(t_{2}+1)X_{2}^{2}-1}{(t_{2}-1)X_{2}^{2}+1}},\qquad X_{8}={\frac {(t_{4}+1)X_{4}^{2}-1}{(t_{4}-1)X_{4}^{2}+1}}.}
最後の3つの式は逆に解くことができ、
{\displaystyle x={\frac {1}{\pm {\sqrt {1+t\,\left({\frac {1-X_{2}}{1+X_{2}}}\right)}}}},\qquad X_{2}={\frac {1}{\pm {\sqrt {1+t_{2}\,\left({\frac {1-X_{4}}{1+X_{4}}}\right)}}}},\qquad X_{4}={\frac {1}{\pm {\sqrt {1+t_{4}\,\left({\frac {1-X_{8}}{1+X_{8}}}\right)}}}}.\qquad }

{\displaystyle R_{8}(\xi ,x)} の零点を求めるには、 3番目の式で、{\displaystyle X_{8}=0} としたうえで{\displaystyle X_{4}}の値2つを求め、求めた{\displaystyle X_{4}}を用いることで、2番目の等式から4つの{\displaystyle X_{2}}の値を求め、最後に、これらの値を使うことで最初の等式から{\displaystyle R_{8}(\xi ,x)}の8つの零点を求めることができる。. ({\displaystyle t_{n}} も同様な再帰で求めることができる。) また、逆数関係を用いれば、極の位置も求めることができる。

## 特定の値
低次の楕円有理関数は次のようになる:
{\displaystyle R_{1}(\xi ,x)=x\,}
{\displaystyle R_{2}(\xi ,x)={\frac {(t+1)x^{2}-1}{(t-1)x^{2}+1}}}

ここで{\displaystyle t\equiv {\sqrt {1-{\frac {1}{\xi ^{2}}}}}}
{\displaystyle R_{3}(\xi ,x)=x\,{\frac {(1-x_{p}^{2})(x^{2}-x_{z}^{2})}{(1-x_{z}^{2})(x^{2}-x_{p}^{2})}}}

{\displaystyle G\equiv {\sqrt {4\xi ^{2}+(4\xi ^{2}(\xi ^{2}\!-\!1))^{2/3}}}}
ここで{\displaystyle x_{p}^{2}\equiv {\frac {2\xi ^{2}{\sqrt {G}}}{{\sqrt {8\xi ^{2}(\xi ^{2}\!+\!1)+12G\xi ^{2}-G^{3}}}-{\sqrt {G^{3}}}}}}
また{\displaystyle x_{z}^{2}=\xi ^{2}/x_{p}^{2}}
{\displaystyle R_{4}(\xi ,x)=R_{2}(R_{2}(\xi ,\xi ),R_{2}(\xi ,x))={\frac {(1+t)(1+{\sqrt {t}})^{2}x^{4}-2(1+t)(1+{\sqrt {t}})x^{2}+1}{(1+t)(1-{\sqrt {t}})^{2}x^{4}-2(1+t)(1-{\sqrt {t}})x^{2}+1}}}
{\displaystyle R_{6}(\xi ,x)=R_{3}(R_{2}(\xi ,\xi ),R_{2}(\xi ,x))\,} etc.
n=5 や{\displaystyle n=2^{i}\,3^{j}}の形をしたより多くの楕円有理関数についてはLutovac (2001, § 13) を参照のこと。
対応する弁別係数は:
{\displaystyle L_{1}(\xi )=\xi \,}
{\displaystyle L_{2}(\xi )={\frac {1+t}{1-t}}=\left(\xi +{\sqrt {\xi ^{2}-1}}\right)^{2}}
{\displaystyle L_{3}(\xi )=\xi ^{3}\left({\frac {1-x_{p}^{2}}{\xi ^{2}-x_{p}^{2}}}\right)^{2}}
{\displaystyle L_{4}(\xi )=\left({\sqrt {\xi }}+(\xi ^{2}-1)^{1/4}\right)^{4}\left(\xi +{\sqrt {\xi ^{2}-1}}\right)^{2}}
{\displaystyle L_{6}(\xi )=L_{3}(L_{2}(\xi ))\,} etc.
n を次数とすると、零点は全部で n個あり、j を零点の番号とすると対応する零点は{\displaystyle x_{n,j}}と表せる。
{\displaystyle x_{1,1}=0\,}
{\displaystyle x_{2,1}=\xi {\sqrt {1-t}}\,}
{\displaystyle x_{2,2}=-x_{2,1}\,}
{\displaystyle x_{3,1}=x_{z}\,}
{\displaystyle x_{3,2}=0\,}
{\displaystyle x_{3,3}=-x_{3,1}\,}
{\displaystyle x_{4,1}=\xi {\sqrt {\left(1-{\sqrt {t}}\right)\left(1+t-{\sqrt {t(t+1)}}\right)}}\,}
{\displaystyle x_{4,2}=\xi {\sqrt {\left(1-{\sqrt {t}}\right)\left(1+t+{\sqrt {t(t+1)}}\right)}}\,}
{\displaystyle x_{4,3}=-x_{4,2}\,}
{\displaystyle x_{4,4}=-x_{4,1}\,}
「逆数関係」により、対応する極は {\displaystyle x_{n,i}^{(p)}=\xi /x_{n,i}}と表すことができる。